# Ralph Guldahl
Ralph Guldahl (22 november 1911–11 juni 1987) var en amerikansk professionell golfspelare som var en av toppspelarna under tre år på 1930-talet. Han föddes i Dallas, Texas.
Guldahl började spela på proffstouren 1932 och vann en tävling under sin första säsong. 1933 då han var 21 år låg han i ledning tillsammans med Johnny Goodman inför det sista hålet i US Open. Ett par skulle ha tagit honom till särspel men han gjorde bogey vilket gav honom en andraplats. Efter ytterligare några misslyckanden lämnade Guldahl golfen tillfälligt 1935 och blev bilförsäljare. Han gjorde dock comeback en bit in på PGA-säsongen 1936. Han vann den prestigefulla Western Open  och slutade på andra plats i penningligan. Han vann även Western Open 1937 och 1938.
Guldahl vann tre majors. Han vann US Open 1937 och 1938 och de åren blev han även tvåa i The Masters Tournament innan han vann den tävlingen 1939.
Guldahls spel föll samman och han vann inga tävlingar efter 1940. Den dubble PGA Championshipvinnaren Paul Runyan sade att det är verkligen märkligt. Han gick från att ha varit en av de absolut bästa spelarna i världen till att inte kunna spela alls. En populär teori är att han skrev en instruktionsbok där han överanalyserade sin sving och att hans spel därför slutade att fungera. Han spelade sporadiskt under 1940-talet men lämnade tävlingsgolfen och blev klubbprofessional.

## Meriter

### Majorsegrar
- 1937 US Open
- 1938 US Open
- 1939 The Masters Tournament

### Utmärkelser
- 1981 World Golf Hall of Fame

| Majorsegrare genom tiderna                                                                                      |              |               |              |                  |
| 200 olika spelare har vunnit i herrarnas majortävlingar. Ralph Guldahl var den 67:e spelaren som vann en major. |              |               |              |                  |
| 1:a | 66:e         | 67:e          | 68:e         | 200:e            |
| Willie Park Sr                                                                                                  | Byron Nelson | Ralph Guldahl | Henry Picard | Louis Oosthuizen |
| Lista över golfens majorsegrare                                                                                 |              |               |              |                  |